# Lammasoaivi
Lammasoaivi är ett berg i Finland. Det ligger i Enontekis kommun i landskapet Lappland, i den norra delen av landet, 1 000 km norr om huvudstaden Helsingfors. Toppen på Lammasoaivi är 470 meter över havet.
Terrängen runt Lammasoaivi är kuperad åt sydost, men åt nordväst är den platt.  Trakten runt Lammasoaivi är nära nog obefolkad, med mindre än två invånare per kvadratkilometer. Det finns inga samhällen i närheten. Omgivningarna runt Lammasoaivi är i huvudsak ett öppet busklandskap.